# Rodalquilar

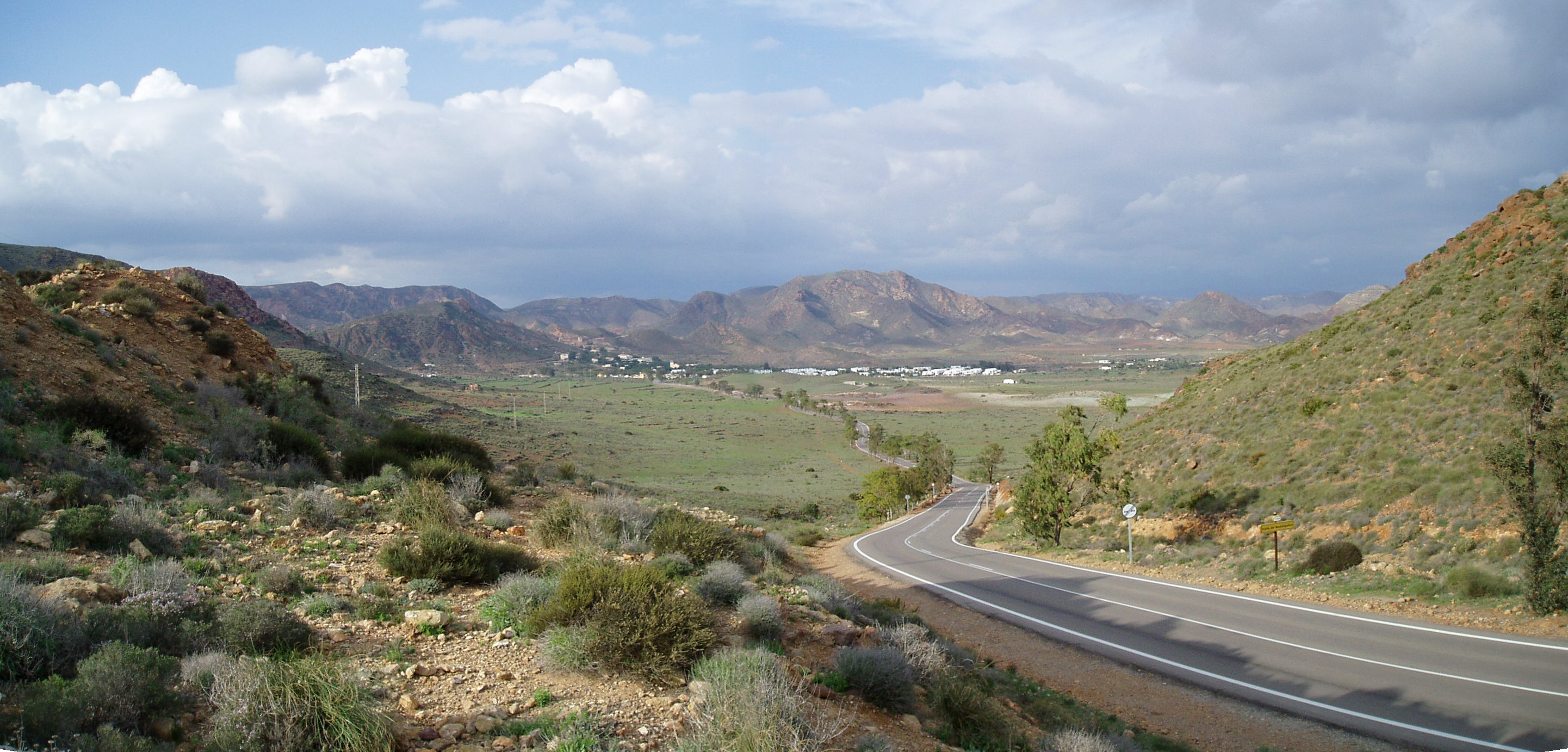
Panorama des Kraters von Rodalquilar 29. Oktober 2008

Rodalquilar, im Bezirk Níjar der andalusischen Provinz Almería, ist ein ehemaliges Bergbaudorf im heutigen Naturpark Cabo de Gata. Seine Geschichte lässt sich ab dem Beginn des sechzehnten Jahrhunderts nachweisen, als Spanier und Genuesen im Tal des El Playazo von Rodalquilar im Bistum Almería den Abbau von Alaun betrieben. Der Bergbau wurde in wechselndem Umfang vom 16. bis ins 20. Jahrhundert auf unterschiedliche Minerale und Gesteine betrieben: Amethyst für Schmuck im 18. Jahrhundert, Kaolin für Keramik im 19. und 20. Jahrhundert, Granit für Straßenpflaster im 20. Jahrhundert, Blei- und Silbererze im 19., Gold im 19. und 20. Jahrhundert. 1966 wurde durch die Eigentümer-Gesellschaft Adaro das Goldbergwerk stillgelegt. 1989 wurde die Grube vorübergehend noch einmal geöffnet, um 1990 endgültig geschlossen zu werden.

## Geschichte

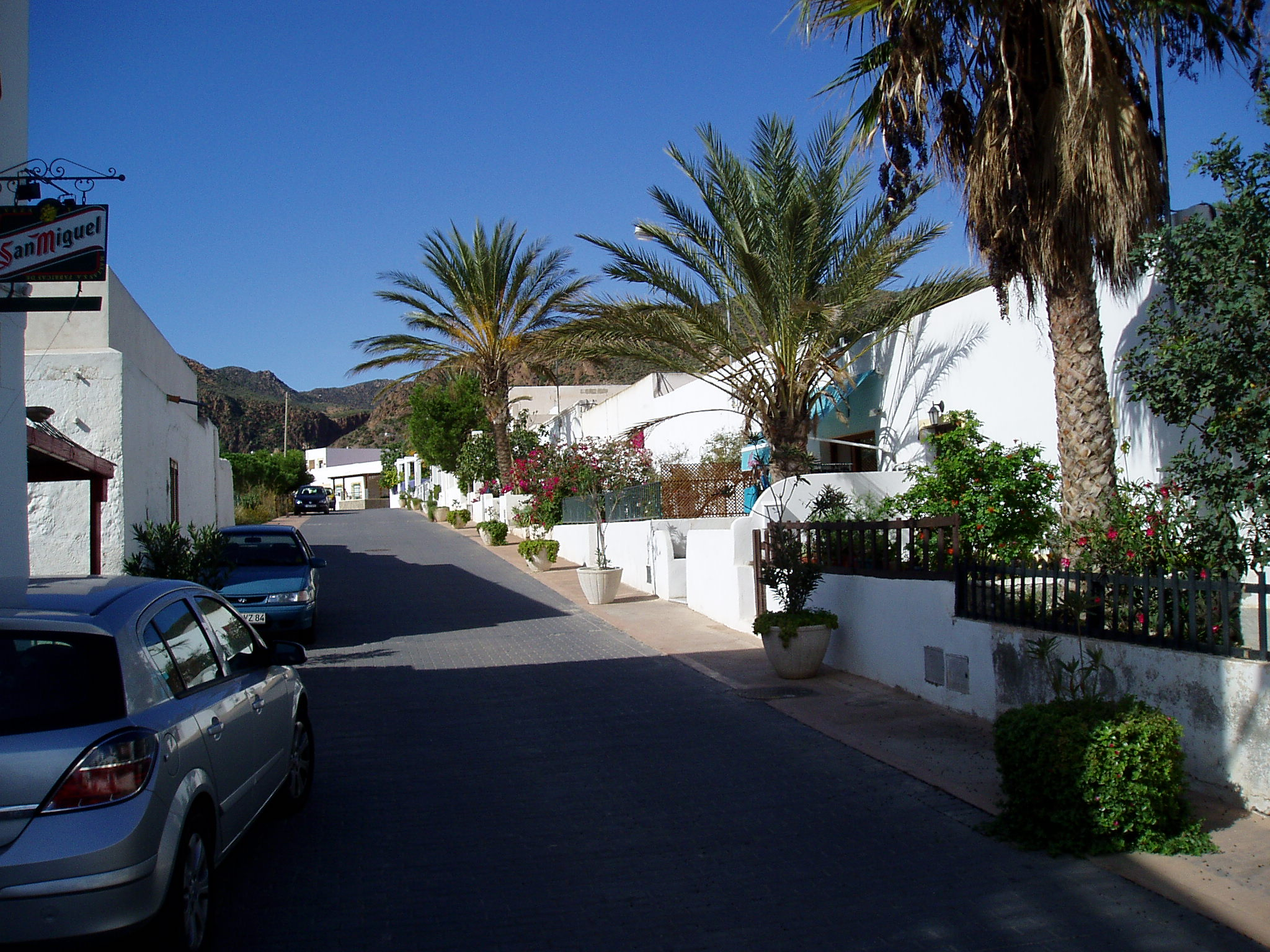
Hauptstraße „Calle de Santa Bárbara“

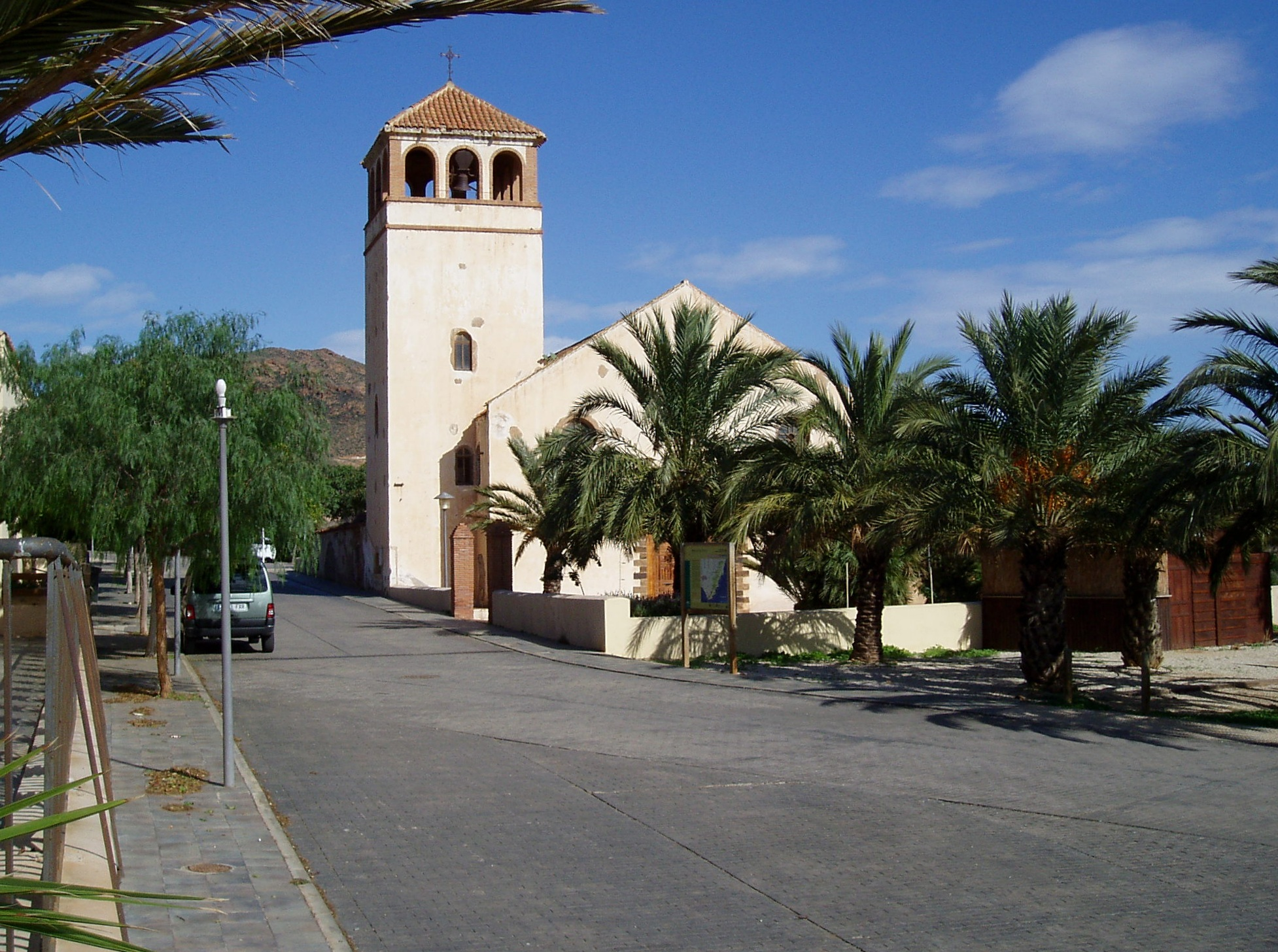
Kirche

Rodalquilar erlebte zwischen 1880 und 1890 einen wahren Goldrausch. An diesem Rausch waren Firmen und Privatleute aus verschiedenen Teilen Spaniens, Europas und Amerikas beteiligt. Das Gold wurde im Jahr 1883 in der einige Kilometer von Rodalquilar entfernt Grube „Las Niñas“ entdeckt. Dieses Bergwerk stand bereits seit Jahren wegen seiner silberhaltigen Bleierze in Förderung. Als die Vorräte schließlich erschöpft waren, begann man, das quarzhaltige Ganggestein abzubauen.
Der epithermale Quarz in der Grube „Las Niñas“, den es am Cabo de Gata sonst nirgendwo gibt, ist vulkanischen Ursprungs und unterscheidet sich sehr vom metamorph gebildeten Quarzit. Es stellte sich heraus, dass dieser Quarz goldhaltig war, was das Interesse der Konzessionäre des Bergwerks weckte. Das große Problem war, dass das Gold im epithermalen Quarz nur sehr fein verteilt war und man daher eine spezielle metallurgische Technologie für die Gewinnung benötigte, über die man in Rodalquilar nicht verfügte. Dieses Problem wurde gelöst, indem der Quarz per Schiff zur Verhüttung nach Murcia gebracht wurde, vor allem zur Gießerei „Santa Elisa“ im Hafen von Mazarrón, die auch Bleierze verhüttete. Auf diese Weise gewann man Barren goldhaltigen Bleis, das dann zur Trennung von Blei und Gold nach Antwerpen transportiert wurde. In der Zeit von 1931 bis 1936, also vor dem Bürgerkrieg und vor dem späteren Bau der „Planta Denver“-Anlage, in der Cyanidation zur Goldgewinnung verwendet wurde, betrug die Gesamtfördermenge 1.044 kg Gold.
Heutzutage ist Rodalquilar eine der interessantesten Sehenswürdigkeiten der Provinz Almería im Naturpark Cabo de Gata. Ein Besuch ist ein Muss: wegen seiner Bergbaugeschichte, der Metallgewinnung, der geologischen Besonderheiten, aufgrund der beiden Burgen im Verteidigungssystem des alten Königreichs von Granada, wegen seiner spektakulären Landschaft, wegen seiner Strände (El Playazo), wegen der Menschen.

## Sehenswürdigkeiten

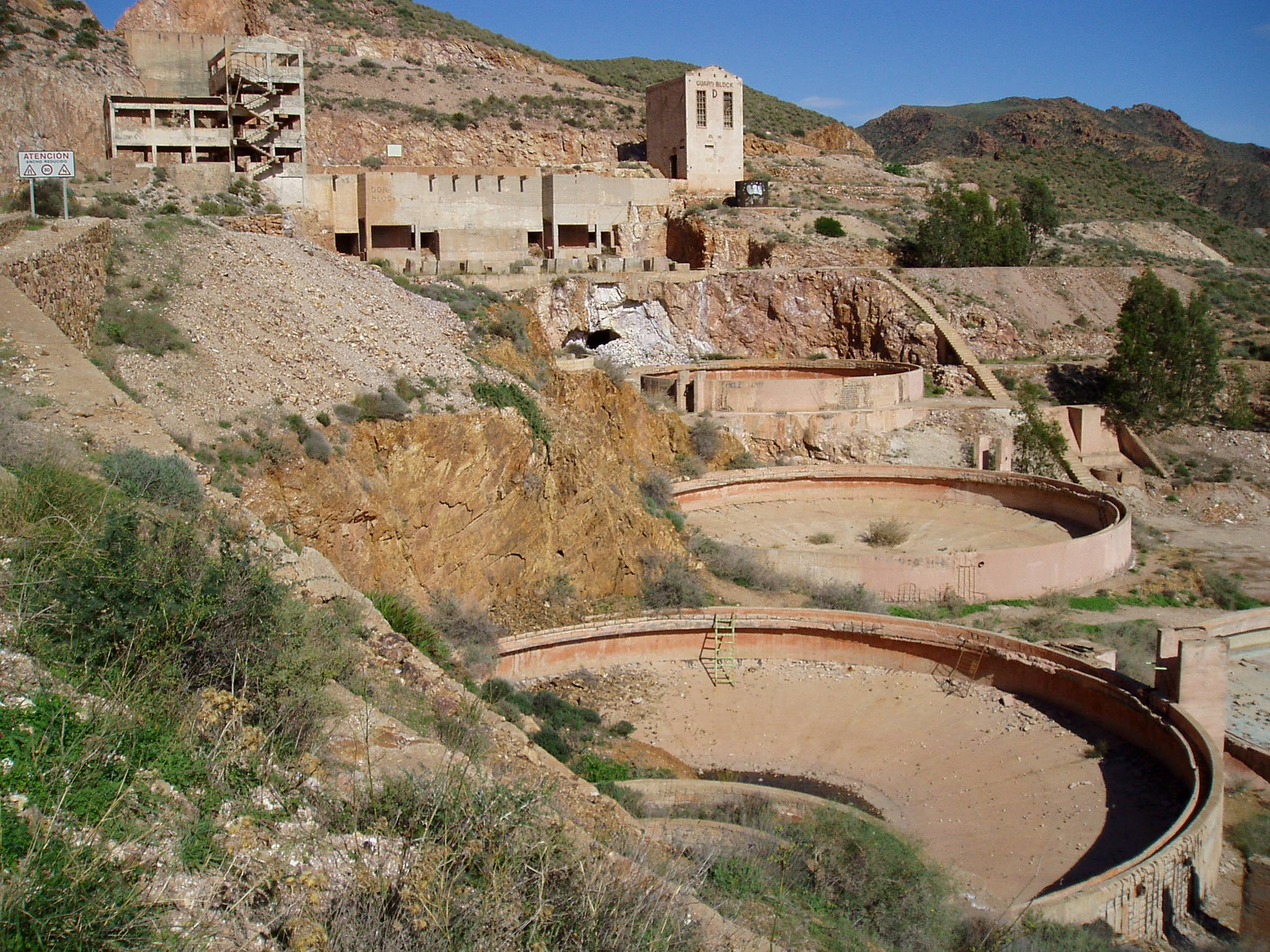
Ruine der „Planta Denver“ Fabrik

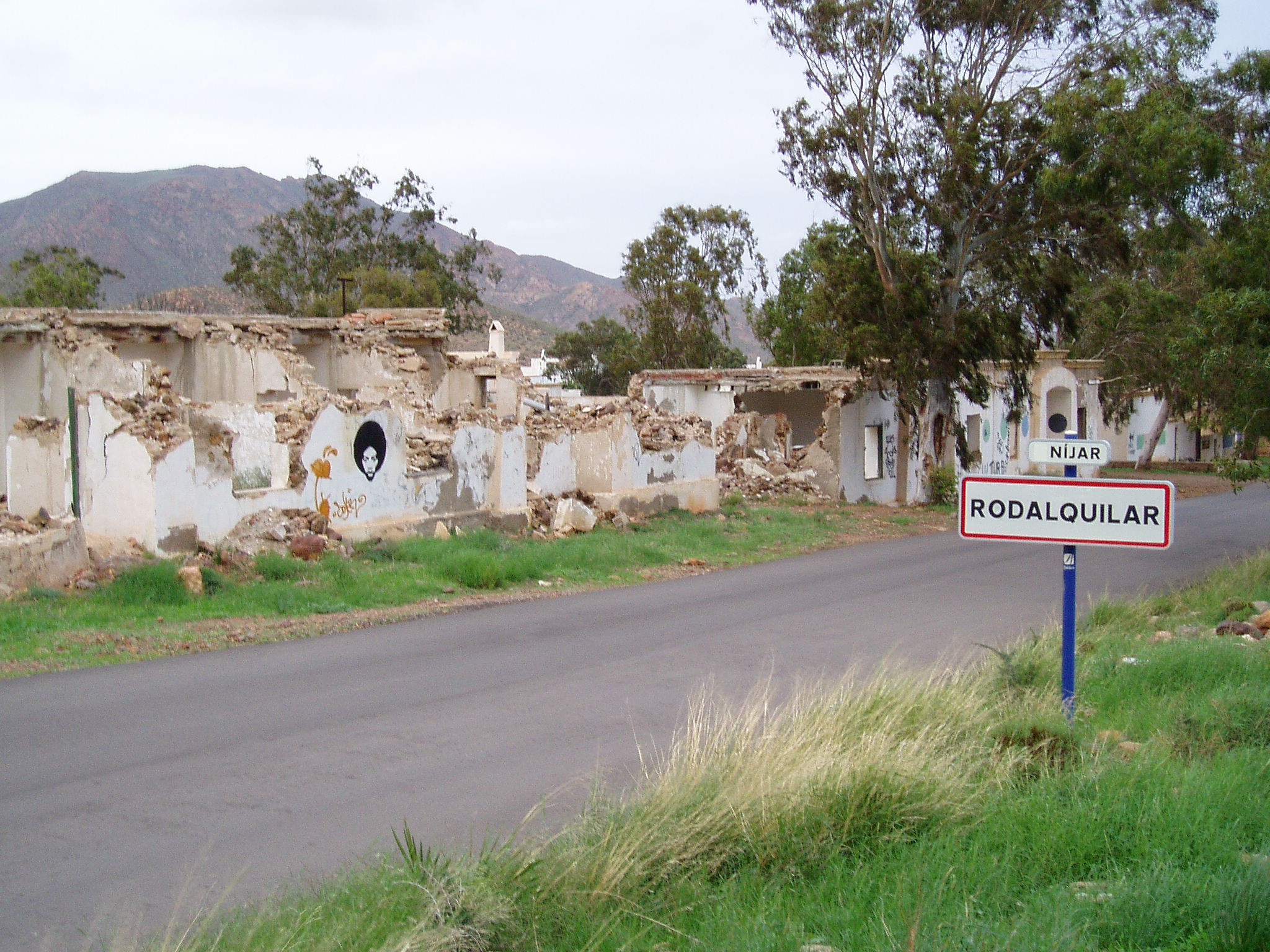
Ruinen verlassener Minenarbeiterhäuser

Der Botanische Garten „El Albardinal“ widmet sich der Erforschung und Erhaltung der endemischen und gefährdeten Pflanzen in der Provinz Almería.
Die Verwaltung des Naturparks Cabo de Gata zeigt in der „Sala de Exposiciones“ wechselnde Ausstellungen zu Themen der Schutzzone.
Das „Centro Geoturistico de Rodalquilar“, das durch die Junta de Andalucía Ende 2007 in der umgebauten „Casa P.A.F.“ der ehemaligen Bergbauanlage eröffnet wurde. Im Gebäude befinden sich nach dem Begrüßungsbüro mehrere Räume zur Darstellung des geologischen Erbes des Naturparks und auch des weiteren Andalusien und eine kurze Tour durch die Geschichte der Gruben und der Bewohner von Rodalquilar. Der ursprüngliche Name des Gebäudes „Casa P.A.F.“ bezieht sich auf die Abkürzung von Precipitado, Afino, Fundición (Ausfällung, Veredelung, Gießerei).
Der „Kessel bzw. Krater von Rodalquilar“, aktuell fälschlich als „Valle de Rodalquilar“ (Tal von Rodalquilar) bezeichnet, ist von erstrangigem geologischen Interesse, da es sich um ein besonders deutliches Beispiel für ein eingestürztes Vulkangebäude handelt. Man kann die Vulkanruine von einem einzigen Punkt aus überschauen. Möglich ist dies aufgrund des relativ geringen Durchmessers der Caldera von 8 km Ost-West und 4 km Nord-Süd, was in dieser Art relativ selten ist.
Die „Planta Denver“, die Installation zur Goldgewinnung durch Cyanidation, war von 1956 bis 1966 in Betrieb und ist nur noch in Ruinen erhalten. Die Anlage wurde als Tochterunternehmen der Empresa Nacional Adaro (E.N.A.) des Instituto Nacional de Industria (INI) betrieben, Adaro in Erinnerung an den spanischen Bergbau-Pionier Luis Adaro Magro (1849–1915). In diesen Einrichtungen wurde das Gold aus den verschiedenen Gruben von Rodalquilar, hauptsächlich aus dem Bergmassiv „Cerro Cinto“, verarbeitet. Die Gesellschaft „Denver“ betrieb 75 % aller Goldgewinnung in der Geschichte von Rodalquilar. Die Ruinen dienten in zahlreichen Filmen als Kulisse, einschließlich Indiana Jones und der letzte Kreuzzug (1989).

## Kultur
Im November 2015 veröffentlichte der aus Berlin stammende Musiker und DJ Bluestaeb ein Album mit dem Titel „Rodalquilar“ auf Jakarta Records. Das Album ist im weitesten Sinne eine Hommage an das Dorf, in dem er insgesamt rund drei Jahre seines Lebens verbrachte.